# Paul Bert
Paul Bert (17 de outubro de 1833 – 11 de novembro de 1886) foi um zoólogo, fisiologista e político francês.

## Vida
Nasceu em Auxerre (Yonne). Entrou na École Polytechnique, em Paris, com a intenção de tornar-se engenheiro; mudou de ideia e estudou Direito; finalmente, sob influência do zoólogo Louis Pierre Gratiolet (1815-1865), dedicou-se à fisiologia, fazendo-se um dos mais brilhantes pupilos de Claude Bernard. Depois de graduar-se, em Paris, como doutor de medicina, em 1863, e doutor de ciência, em 1866, foi escolhido professor de fisiologia sucessivamente em Bordéus (1866) e na Sorbonne (1869).
Após a Revolução Francesa, passou a fazer parte da política como assessor de Gambetta. Em 1874, foi eleito para a Assembleia, onde integrava a extrema esquerda, e, em 1876, para a câmara dos deputados. Foi um dos mais determinados inimigos do clericalismo e um ardente advogado da "libertação nacional da educação das seitas religiosas, tornando-a acessível a todos os cidadãos."
De 14 de novembro de 1881 a 30 de janeiro de 1882, foi ministro da educação, ocupando o gabinete de Gambetta, e, em 1881, causou sensação com uma palestra sobre o catolicismo moderno, apresentada em um teatro de Paris, na qual ridicularizou as fábulas e loucuras das mensagens do chefe religioso e dos manuais que circulavam, especialmente, no sul da França. No início de 1886, foi indicado residente-geral em Annam e Tonkin. Morreu de disenteria, em Hanói, em 11 de novembro daquele ano.

## Obra
Paul Bert foi mais reconhecido como um cientista do que como político ou administrador. Sua obra clássica La Pression barometrique (1878), incorpora pesquisas que lhe valeram o prêmio bienal de 20.000 francos da Academia de Ciência, em 1875, e é uma abrangente investigação dos efeitos fisiológicos da pressão do ar, abaixo ou acima do normal. O epônimo "efeito Paul Bert" descreve a narcose por nitrogênio a pressões hiperbáricas
Paul Bert realizou estudos relacionados à pressão e seus efeitos no corpo humano, especialmente nos sistemas respiratório e cardiovascular. Além disso, ele demonstrou os efeitos deletérios do oxigênio e do nitrogênio e descreveu pela primeira vez em 1878 convulsões por oxigênio, concluindo que havia uma intoxicação por oxigênio no sistema nervoso central.
Outra grande contribuição de Bert foi ao ser o primeiro a mostrar que a doença de descompressão (embolia gasosa) decorre da formação de bolhas no sangue. Com isso, foram possíveis pesquisas para calcular o tempo e a forma mais segura de descompressão.
Suas primeiras pesquisas, que lhe forneceram material para suas duas teses de doutorado, devotaram-se à enxertia animal e à vitalidade do tecido animal e foram seguidas por estudos sobre a ação fisiológica de vários venenos, sobre anestésicos, respiração, asfixia, as causas da mudança de cor do camaleão etc.
Também se interessou sobre a fisiologia vegetal, em particular sobre os movimentos das plantas sensitivas e sobre a influência da luz em diferentes cores na vida das vegetações. Depois, em 1880, aproximadamente, produziu vários textos-livros elementares de instrução científica e também diversas publicações sobre temas educacionais e afins.
Escreveu um bem-sucedido manual de ensino com Raphael Blanchard: Éléments de zoologie G. Masson (Paris), 1885.